# 不可能を可能にする 大谷翔平120の思考
『不可能を可能にする 大谷翔平120の思考』（ふかのうをかのうにする おおたにしょうへい120のしこう）は、大谷翔平による著書。

## 概要
2017年2月23日にぴあから出版。
当時、北海道日本ハムファイターズに在籍していた大谷翔平による語録集。この書籍には大谷翔平がプロになる前である高校生のときから出版する時までの印象的な言葉が収録されている。その言葉の背景と解説文と数々の写真で大谷翔平の過去を振り返る。全部で120の言葉を全6章で整理して、1項目1ページとなっている。大谷翔平には真面目なイメージがあるものの、おちゃめな姿の写真も収録されている。そして北海道日本ハムファイターズでは先輩にはクソガキと呼ばれていたということが書かれている。
当初は大谷翔平が二刀流であることには各評論家からは不可能や非常識と批判されていた。だが4年間の間で周囲の想像を超えた驚愕の成長を遂げ、誰もが賞賛するほどの実力を持つまでになっている。野村克也も否定的な意見を唱えていたのがエールを送るまでになる。このような不可能を可能へとなしえたのには大谷翔平の一流の思考にある。思考の一つ一つが今日の世界レベルの二刀流を育んだ。この書籍ではこのような思考を本人の言葉で浮き彫りにしている。大谷翔平の成功のベースとなった思考を知れると同時に、人間が生きるためのヒントが散りばめられていることが感じられる。
大谷翔平は誰もやったことが無いことをやりたいと思っていた。高校時代からずっと前人未到を成し遂げてきて、高校3年の夏にはアマチュア野球での史上最速である160キロを出した。2016年には165キロを出して、投手と指名打者のベストナインに選出されるなどのプロ野球史上初の快挙を成し遂げた。最初に160キロを出すことを目標にしたときには無理という人もいたが、そう言われると絶対にやってやるという気持ちになる。このような反骨心を原動力としたパワーで自分の限界を突破してきたということなどが述べられている。
この書籍の発売を記念して、北海道を中心とした書店では大谷翔平の等身大のパネルが設置された。大谷翔平は当時の日本のプロ野球選手の中でも長身の選手であったためパネルであっても迫力があった。
発売してから大谷翔平は北海道日本ハムファイターズからロサンゼルス・エンゼルスへと大きく飛躍を遂げ、全米からの注目を集める存在となる。アメリカでも二刀流で、2018年には新人王を獲得。2021年7月に行われたオールスター戦では史上初の快挙を成し遂げるなどで、日本でもアメリカでも大谷翔平で沸いた。その際に改めて本書を買い求める人が相次いだため書店では軒並み完売となり、発売から4年半後である2021年10月に重版となった。2017年の発売からもじわじわ売れ続けていたものの、2017年のオールスター戦を機に野球ファン以外からも売れるようになり重版となっていた。10万部を突破。
2024年1月に神奈川県相模原市は、大谷翔平が日本全国の小学校に寄贈した、いわゆる大谷グローブを市内に配布する際、ボール2球とこの本を合わせて各校に届けた。